# Lipie (powiat rzeszowski)
Lipie – wieś w Polsce, położona w województwie podkarpackim, w powiecie rzeszowskim, w gminie Głogów Małopolski.
| SIMC    | Nazwa  | Rodzaj    |
| ------- | ------ | --------- |
| 0650034 | Blich  | część wsi |
| 0650040 | Piłaty | część wsi |

W latach 1975–1998 miejscowość należała administracyjnie do województwa rzeszowskiego.
Wieś Lipie jest częścią parafii Mrowla.